# Saïd Chraibi
Pour les articles homonymes, voir Chraïbi.
Said Chraibi est un joueur marocain de oud né le 2 février 1951 à Marrakech et mort le 3 mars 2016  à Casablanca. 

## Biographie
Autodidacte, il apprend le luth à l’âge de 13 ans. Il se voue exclusivement à la musique à partir de 1979. C'est en 1986 qu'il commence à susciter l’acclamation et l’intérêt international quand il obtient le prix du « plectre d'or » lors d'une compétition musicale de oud organisée à Bagdad (Irak), face à d'autres participants tel Naseer Shamma.
Après avoir fait des tournées au Maroc et dans plusieurs pays arabes, il fait des apparitions remarquées dans des festivals ou spectacles, comme lors du Festival international des musiques sacrées à Fès, en compagnie de l'Orchestre philharmonique de Madrid. Eu égard aux témoignages exprimés par de grandes figures de la musique arabe tels Mohamed Abdelwahab, Riadh Sombati, Mohamed el Mougy, il est classé parmi les meilleurs luthistes dans le monde arabe avec Mounir Bachir, Nasser Shamma et Rabih Abou-Khalil.
Riche d'un répertoire de plus de 500 œuvres réparties entre différents styles (jazz, symphonique, oriental, maroco-andalou, gnawi, ahwachs, oud solo et taqassims, musiques de films…), Saïd Chraibi a aussi composé pour plusieurs voix marocaines dont Samira Saïd, Abdelhadi Belkhayat et Naïma Samih, Karima Skalli, Fadwa El Malki… .
Il fut à l’avant-garde de la musique arabo-andalouse au Maroc. Il a joué un rôle important dans l'évolution de la lutherie marocaine et arabe, puisqu'il est l'inventeur du Oud Bass, ainsi que du Oud Soprano et Sopranino.
Saïd Chraibi meurt à l'âge de 65 ans le 3 mars 2016, à l'hôpital Cheikh Khalifa Ibn Zaid de Casablanca.

## Prix et distinctions
- 1986 : prix du plectre d'or et prix du luth à Bagdad
- 1992 : prix au  festival de la musique gharnatie à Oujda
- 1994 : prix du mérite de l'Opéra du Caire
- 1998 : prix de la chanson Arabe
- 2000 : titre du meilleur luthiste en Suède et de la meilleure musique de film pour Al Yacout
- 2002 : le Zeryab des virtuoses parrainé par l'Unesco
- 2005 : prix de la meilleure composition de la chanson marocaine et le meilleur Samaii en Syrie
- 2006 : le premier prix Al Farabi lors de la journée internationale de la Musique

## Discographie
- Le plectre d'or
- Oud du Maroc
- La clé de Grenade 1
- La clé de Grenade 2
- Holm bi Fès
- Souleimane
- Ifrane
- Al Foroussia
- Mawlid
- Des Assyriens aux Ahwachs